# 曹候補士
曹候補士（そうこうほし）は、かつて運用されていた、陸海空自衛隊において、将来、曹（旧軍、外国軍における下士官に相当）になるために訓練される非任期制隊員たる士のこと。略称は「補士」。
現在は廃止され、一般曹候補生として運用されている。

## 制度趣旨
それまで、幹部自衛官を除く一般的な自衛官の募集は、任期制隊員たる2士（2等陸士・2等海士・2等空士）の採用と、非任期制隊員たる一般曹候補学生（昭和50年度発足）の採用のみであった。一般曹候補学生は、採用後2年で基本的に3曹（3等陸曹・3等海曹・3等空曹）に昇任してしまうため、採用しうる人員数は限られることとなるし、また士としての継続的な部隊勤務は期待できない。他方、任期制2士採用では曹への昇任の門戸が狭く任期が来て離職する場合が多かった。
そこで、非任期制として離職率を低減させつつ士としての部隊勤務をある程度行い、将来的に3曹への昇任を保障して身分の安定を図る制度が求められるに至った。そこで、平成2年に発足したのが、この「曹候補士」制度である。
ただし、非任期制としたことは、隊員の身分安定に資する反面、一般の任期制2士採用隊員と異なり、任期満了に伴う満期金支給（退職金）がないので、3曹に昇任せず（できずに）除隊する隊員側にとってはデメリットとなる（国にとっては予算削減となる）。
なお、本制度は平成18年度募集（平成19年度入隊者）の第17期生をもって募集業務を終了し、平成19年度から一般曹候補学生制度と曹候補士制度を統合した「一般曹候補生」制度に改められた。一般曹候補生は曹候補士とは異なり、自動的に曹への昇任が保障されるわけではなく、曹への昇任が見込まれなければ一般曹候補生としての資格を失う場合がある。

## 人事運用
陸・海・空曹候補士として採用後、2士（6月）、1士（6月）、士長（最短2年3月）を経て3曹へ昇任する（中には10年近く選抜されない者もいる）。
陸上自衛隊では入隊後7年で無条件に3曹に昇任出来る制度を平成11年度に廃止。陸曹候補生課程に入校できない（と見込まれる）、もしくは、同課程に教育入隊後、心身の故障もしくは補備教育を実施しても初級陸曹としての水準に到達しうる見込みがなく、度重なる原隊復帰を行った場合は所属部隊長より陸曹候補者き章の返納を求められ、暗に退職を勧められる事（依願退職）がある。（その後、海上・航空自衛隊においても無条件昇任の制度は廃止された。）
3曹に昇任後、実務経験4年で幹部候補生部内選抜試験の受験資格が得られる。

## 服制

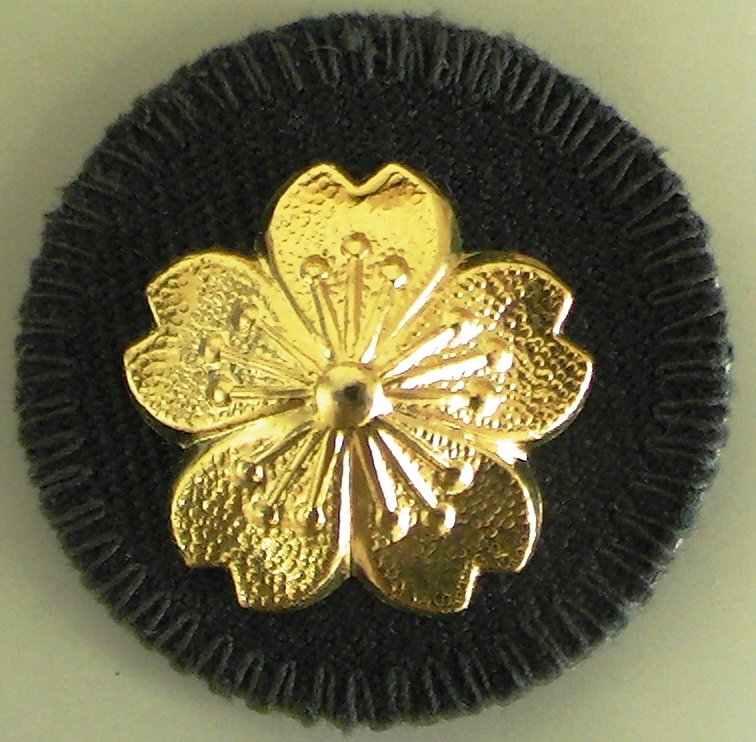
陸曹候補者き章（乙）

曹候補士は任期制隊員と同様の制服を着用し、「陸曹候補者き章（乙）」、「海曹候補者き章（乙）」又は「空曹候補者き章（乙）」を制服の左腕に装着する。曹候補者き章（乙）は、陸自・海自においては金色の、空自においては銀色の桜花を浮き彫りにした金属製のものであって、布製の円型の台地をつけたものである。